# Tingvollvågen
Tingvollvågen is een plaats in de Noorse gemeente Tingvoll, provincie Møre og Romsdal. Tingvollvågen telt 1025 inwoners (2007) en heeft een oppervlakte van 1,45 km².